# Jan Żytka
Jan Karol Żytka (ur. 22 lipca 1928 w Bukowsku, zm. 24 grudnia 2024) – polski geolog, specjalista w zakresie geologii złóż ropy naftowej i gazu ziemnego i geologii regionalnej.

## Życiorys

### Młodość i wykształcenie
W latach 1928–1939 i w okresie okupacji (1939-1944) oraz w latach 1944-1946 mieszkał w Bukowsku z rodzicami, Marią i Stanisławem, posiadającymi małe gospodarstwo rolne (1,5 ha); ojciec zajmował się również stolarstwem i ciesielstwem. W roku 1946 gospodarstwo rodziców zostało zniszczone w czasie napadu oddziału Ukraińskiej Powstańczej Armii, który spalił wszystkie zabudowania tej miejscowości.
W latach 1935–1946, z przerwą w okresie okupacji, ukończył siedmioletnią szkołę podstawową w Bukowsku, w latach 1946-1947 gimnazjum, w latach 1947-1949 liceum typu matematyczno-fizycznego w Sanoku, gdzie uzyskał świadectwo dojrzałości.
W okresie 1949–1954 ukończył studia w Moskiewskim Instytucie Naftowym w Moskwie (uczelnia typu politechnicznego kształcąca specjalistów dla górnictwa nafty i gazu oraz petrochemii) na Wydziale Geologii, w specjalności poszukiwania i badanie złóż ropy naftowej i gazu ziemnego.
Pracę dyplomową pt. Budowa geologiczna centralnej części Achtyrsko-Bugundyrskiego złoża ropy naftowej (północny Kaukaz, Krasnodarski Kraj) i analiza zależności wydajności otworów wydobywczych od dyslokacji tektonicznych wykonał pod kierunkiem profesora Michaiła A. Żdanowa i uzyskał dyplom (z wyróżnieniem) mgr. inż. geologa.

### Praca w jednostkach organizacyjnych górnictwa nafty i gazu
Po ukończeniu studiów podjął pracę w Przedsiębiorstwie Geologicznym Przemysłu Naftowego w Sanoku (08.1954-12.1955) na stanowisku kierownika Sekcji Projektów i Studiów.
W okresie 01.1956-03.1956 pracował w Centralnym Zarządzie Przemysłu Naftowego w Krakowie na stanowisku starszego inżyniera geologa.
W Przedsiębiorstwie Geofizyki Przemysłu Naftowego w Krakowie, w okresie 04.1956-01.1959, pełnił funkcję głównego geologa – zastępcy dyrektora. Zajmował się projektowaniem i nadzorowaniem badań geofizycznych, głównie metodą sejsmiczną, we wschodniej części Karpat, zapadlisku przedkarpackim i na niżu polskim.
W Przedsiębiorstwie Państwowym Poszukiwania Naftowe w Krakowie, prowadzącym działalność na całym obszarze kraju, w okresie 02.1959-12.1961 zajmował kolejno stanowiska: kierownika Działu Studiów Geologicznych i kierownika Wydziału Dokumentacji Geologicznych. Zadaniem tych komórek było projektowanie badań geologicznych osadowej części litosfery, prac poszukiwawczych i dokumentowanie złóż węglowodorów oraz opracowywanie geologicznych dokumentacji wynikowych dla regionów planowanych poszukiwań.
W okresie 01.1962-05.1962 w Zjednoczeniu Górnictwa Naftowego w Warszawie był kierownikiem Działu Geologii Ruchowej nadzorującym geologiczne prace regionalne oraz poszukiwania, badanie i dokumentowanie złóż ropy naftowej i gazu ziemnego.
Kierownikiem Biura Dokumentacji i Projektów Geologicznych w Warszawie (podległego Zjednoczeniu Górnictwa Naftowego) był w okresie 06.1962-05.1964. Jednostka ta zajmowała się opracowywaniem projektów i dokumentacji wynikowych prac geologiczno-poszukiwawczych złóż ropy naftowej i gazu ziemnego prowadzonych na obszarze kraju przez jednostki organizacyjne podległe ZGN.

### Praca w centralnych organach administracji państwowej
W okresie 06.1964-06.1971 w Ministerstwie Górnictwa i Energetyki zajmował kolejno stanowiska wicedyrektora i dyrektora Departamentu Geologii, Nafty i Gazu oraz generalnego dyrektora w MGiE. W zakresie jego działania znajdowała się problematyka geologiczna i eksploatacja złóż węglowodorów (gazu ziemnego i ropy naftowej) realizowana przez jednostki organizacyjne podległe Zjednoczeniu Górnictwa Naftowego, problematyka geologiczna złóż węgla kamiennego i węgla brunatnego oraz problematyka przemysłu gazowniczego realizowana przez jednostki organizacyjne podległe Zjednoczeniu Przemysłu Gazowniczego. W 1968 r. przyznano mu (razem z członkami zespołu geologów) państwową nagrodę I stopnia za udział w odkryciu złóż gazu ziemnego we wschodniej części zapadliska przedkarpackiego.
W Centralnym Urzędzie Geologii w okresie 07.1971-12.1985 zajmował stanowisko Wiceprezesa urzędu. Zajmował się problematyką: geologicznych badań podstawowych, ustalania kierunków geologicznych prac poszukiwawczych związanych z rozwojem krajowej bazy zasobowej złóż wszystkich kopalin, badań hydrogeologicznych i dokumentowania zasobów wód podziemnych, badań geologiczno-inżynierskich dla potrzeb zagospodarowania przestrzennego i budownictwa hydrotechnicznego, nadzorowaniem działalności podległych urzędowi: największej geologicznej instytucji badawczej – Instytutu Geologicznego, oraz Przedsiębiorstwa Badań Geofizycznych i Wydawnictw Geologicznych.
Przez 11 lat był przewodniczącym działającej przy urzędzie międzyresortowej Komisji Oceny Projektów Badań Geologicznych.
Brał udział w licznych międzynarodowych konferencjach i kongresach geologicznych, m.in.: Światowych Kongresach Naftowych – w Moskwie i Bukareszcie, Światowych Kongresach Geologicznych – w Pradze i Montrealu, w kongresach Karpacko-Bałkańskiej Asocjacji Geologów – w Kijowie, Bratysławie i Krakowie, uczestniczył w międzynarodowej konferencji nt. poszukiwań i eksploatacji złóż ropy i gazu na akwenie Morza Północnego w Stavanger (Norwegia), dwukrotnie w międzynarodowym seminarium nt. światowych zasobów surowców kopalnych w Hanowerze (RFN), uczestniczył w bieżącej działalności grup roboczych i kilkunastu posiedzeniach dwóch Stałych Komisji Rady Wzajemnej Pomocy Gospodarczej – Przemysłu Naftowego i Gazownictwa i Komisji Geologicznej organizowanych w poszczególnych krajach członkowskich.
Był członkiem Komitetu Nauk Geologicznych Polskiej Akademii Nauk w kilku kolejnych kadencjach i członkiem rad naukowych w kilku resortowych ośrodkach badawczo-rozwojowych, w których zakresie działalności znajdowała się problematyka geologiczna.
Odbył liczne podróże zagraniczne w ramach prowadzonej i nadzorowanej współpracy między resortowymi i państwowymi służbami geologicznymi Polski i b. krajów demokracji ludowej, m.in. do Czechosłowacji, Węgier, Bułgarii, Rumunii, NRD, Mongolii, Wietnamu, na Kubę do ZSRR – Litewska, Łotewska, Białoruska, Ukraińska, Kazachska i Uzbecka SRR, a także do Sztokholmu i Kopenhagi jako przewodniczący i członek polskiej delegacji do spraw rozgraniczenia akwenu Morza Bałtyckiego między Polską i Szwecją oraz między Polską i Danią.
Opublikował kilkanaście artykułów w periodycznych wydawnictwach branżowych. W okresie pracy w jednostkach podległych Ministerstwu Górnictwa i Energetyki i Centralnym Urzędzie Geologii opracował kilka projektów badań geologicznych, a dla Komisji Oceny Projektów Badań Geologicznych i dla Komitetu Badań Naukowych wykonał kilkadziesiąt ekspertyz i recenzji dokumentacji wynikowych badań geologicznych wykonanych przez jednostki organizacyjne górnictwa naftowego i Instytut Geologiczny.
W okresie 12.1985-05.1986, po wprowadzeniu zmian w organizacji centralnych organów administracji państwowej pełnił funkcję likwidatora Centralnego Urzędu Geologii w Ministerstwie Ochrony Środowiska i Zasobów Naturalnych, które przejęło zakres działania b. CUG.
Od czerwca 1986 na emeryturze. Niezależny doradca i konsultant.

### Życie prywatne
Żonaty od 1955 z Jadwigą, z którą ma dwoje dzieci: córkę Irenę (ur. 1956) i syna Witolda (ur. 1961). Jego zainteresowania pozazawodowe i radiestezja badawcza i stosowana.

## Odznaczenia państwowe i resortowe
- Krzyż Zasługi – Brązowy (1955), Srebrny (1958) i Złoty (1966)
- Krzyż Kawalerski Orderu Odrodzenia Polski (1973)
- Krzyż Oficerski Orderu Odrodzenia Polski (1980)
- Medal 30-lecia Polski Ludowej (1974)
- Medal 40-lecia Polski Ludowej (1984)
- Medal „Za zasługi dla obronności kraju” – brązowy (1969) i srebrny (1980)
- Złota Odznaka „Zasłużony dla polskiej geologii” (1980)

Wykonał liczne prace badawcze i eksperymenty, odkrył nowe, dotąd niepublikowane właściwości energetycznych figur geometrycznych posiadających znane w matematyce cechy topologiczne, opracował podstawy konstruowania przyrządów radiestezyjnych służących do neutralizacji szkodliwych promieniowań opartych na nowej zasadzie działania, opracował własną metodę oceny stanu (kondycji) organizmu i metod energetycznej stymulacji organizmu przy pomocy niebiologicznych źródeł neoenergii (promieniowania kształtu) oraz metody oceny lokalnych warunków ekologicznych i sposobów ich lokalnej optymalizacji w pomieszczeniach i na areałach użytkowych, opracował kilkaset stron tekstów zawierających opisy wyników wykonanych badań i eksperymentów radiestezyjnych.

## Publikacje i prace pamiętnikarskie
Napisał kilka kilkunastostronicowych wspomnień nawiązujących do różnych okresów pracy zawodowej i kontaktów ze znanymi polskimi geologami, kilkudziesięciostronicową autobiografię (opublikowaną w Internecie) oraz obszerną (ponad 2 tys. stron) pracę biograficzno-refleksyjną z bogatą dokumentacją fotograficzną obejmującą ponad 75-letni okres w życiu autora ze szczególnym uwzględnieniem problematyki środowiska jego pochodzenia, lat okupacji (1939-1944), okresu studiów w Moskwie (1949-1954), poszczególnych etapów działalności zawodowej w jednostkach organizacyjnych podległych Ministerstwu Górnictwa i Energetyki (1954-1964) i w centrali tego urzędu (1964-1971) oraz na stanowisku wiceprezesa Centralnego Urzędu Geologii (1971-1985).
W tych opracowaniach są liczne relacje dotyczące merytorycznych aspektów polskiej geologii naftowej i całej państwowej służby geologicznej oraz osobiste refleksje związane z sytuacją społeczno-gospodarczą i polityczną zarówno okresu PRL, jak i transformacji ustrojowej po roku 1989 w Polsce, a także opisy przeżyć osobistych w sferze rodzinnej i w kręgu przyjaciół i znajomych.